# 久保等
久保 等（くぼ ひとし、1916年〈大正5年〉10月6日 - 2002年〈平成14年〉6月15日）は、日本の政治家。
日本社会党所属の衆議院議員（4期）、参議院議員（3期）、衆議院永年在職議員。

## 生涯
香川県綾歌郡生まれ。1941年、中央大学法学部卒業。
1953年、全電通労組（現NTT労組）初代委員長を経て、第3回参議院議員通常選挙全国区当選。1958年、参議院社会労働委員長。
1968年、参議院逓信委員長。
1972年、衆議院に鞍替え出馬して第33回衆議院議員総選挙香川2区当選。1977年、衆議院公害対策並びに環境保全特別委員長。
1983年、第37回衆議院議員総選挙で加藤常太郎に309票差で敗れ落選。
1986年、勲一等瑞宝章受章。2002年、東京都練馬区の病院で肺炎のため死去。従三位。

## 人物
新東京国際空港（現・成田国際空港）の一坪共有地の名義人の1人であった